# Centrala partiskolan

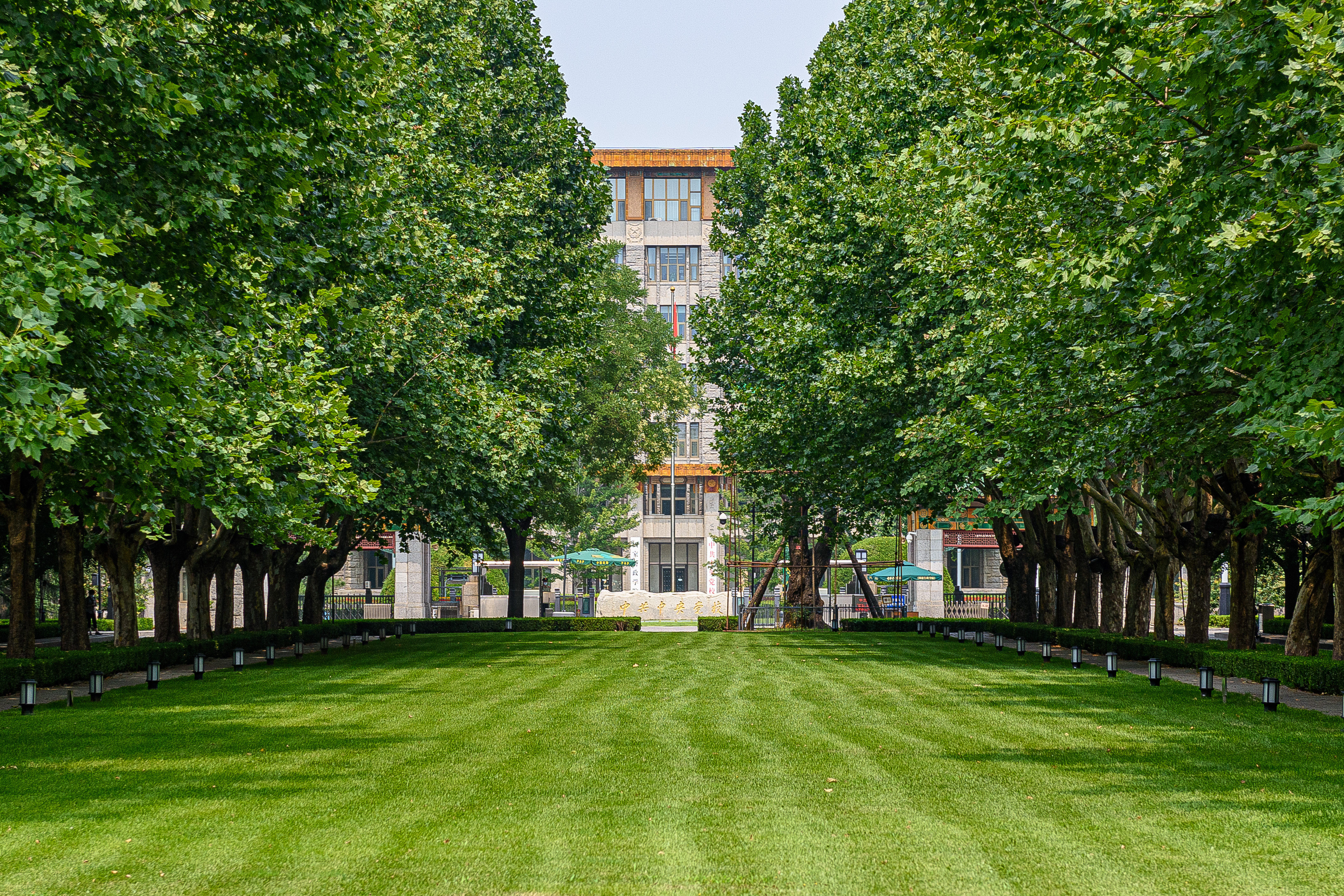
Centrala partiskolan

Centrala partiskolan eller Kinas kommunistiska partis centralkommittés partiskola är det högsta utbildningsorganet för partikadrer och statstjänstemän i Folkrepubliken Kina. I oktober 2007 hade den 1 300 studerade. Rektor är för närvarande Chen Xi.
Partiskolan grundades som centralkommitténs skola i marxism-leninismen i Kinesiska sovjetrepubliken i Ruijin 1933. Skolan lades ned när kommunistpartiet inledde den Långa marschen, men återupplivades när kommunisterna byggt upp en ny bas i Yan'an. Skolan lades åter ned 1947 när kommunisterna evakuerade Yan'an under det kinesiska inbördeskriget, men öppnades åter följande år. Under kulturrevolutionen 1966-1976 drabbades skolan av ytterligare ett längre avbrott och 1977 återupptogs aktiviteterna igen.

## Rektorer
1. Li Weihan (李维汉): 1933-1935
2. Dong Biwu (董必武): 1935-1937
3. Li Weihan (李维汉): 1937-1938
4. Kang Sheng (康生): 1938-1939
5. Deng Fa (邓发): 1939-1942
6. Mao Zedong: 1942-1947
7. Liu Shaoqi (刘少奇): 1948-1953
8. Kai Feng (凯丰): 1953-1954
9. Li Zhuoran (李卓然): 1954-1955
10. Yang Xianzhen (杨献珍): 1955-1961
11. Wang Congwu (王从吾): 1961-1963
12. Lin Feng (林枫): 1963-1966
13. Hua Guofeng (华国锋): 1977-1982
14. Wang Zhen (王震): 1982-1987
15. Gao Yang (高扬): 1987-1989
16. Qiao Shi (乔石): 1989-1993
17. Hu Jintao (胡锦涛): 1993-2002
18. Zeng Qinghong (曾庆红): 2002-2007
19. Xi Jinping (习近平): 2007-2013
20. Liu Yunshan (刘云山): 2013-2017
21. Chen Xi (陈希): 2017-